# Otto Julius Hagelstam

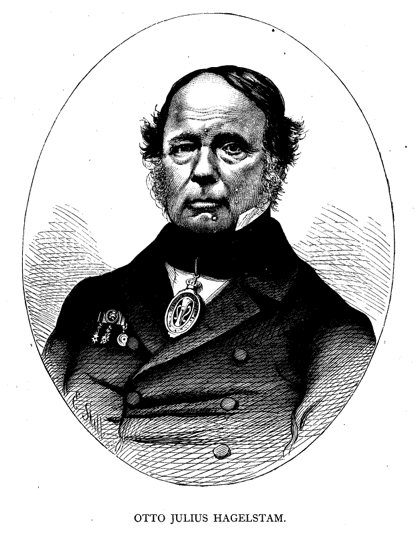
Otto Julius Hagelstam

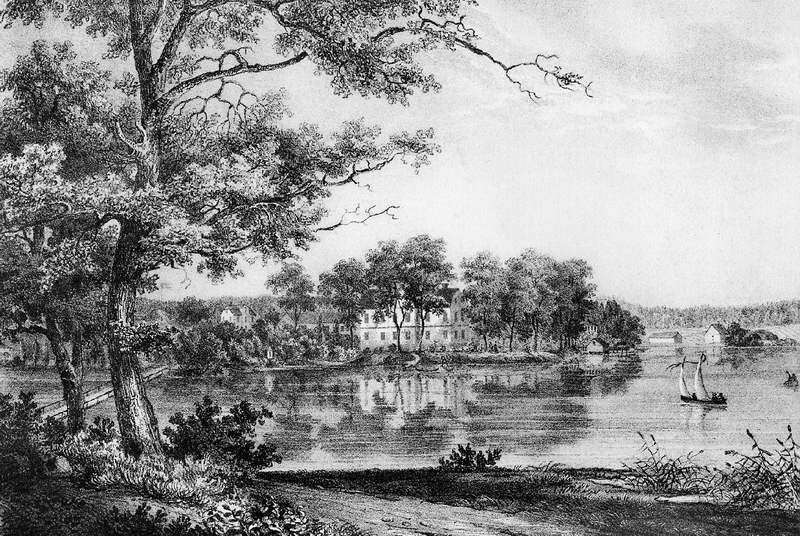
Lissma gård, litografía de Hagelstam.

Otto Julius Hagelstam (parroquia de la ciudad de Turku y Pori county, 11 de marzo de 1785-Estocolmo, 28 de abril de 1870) fue un oficial del ejército, cartógrafo y escriba de origen sueco (finlandés-sueco).

## Biografía
Los padres fueron el capitán Gabriel Agosto de Hagelberg y Anna Lovisa Qvick, que era la hija ilegítima de mariscal de campo , el conde Augustin Ehrensvärd. 
A la edad de quince años, se inscribió en el servicio de la corona como ayudante en la construcción naval cerca de la costa de helsinki, fue entonces , en 1801, cuando fue nombrado segundo teniente en el ejército de la flota, entonces adoptó el nombre de Hagelstam, y fue propuesto y entrenado hasta el año 1808 para ser teniente. Durante la guerra finlandesa , se distinguió en la batallas marinas, incluyendo batallas como el de Lemo, isla de arena, Grönviks sonido y la isla de Kahiluoto, donde el cuatro veces más poderoso ejército ruso, fue derrotado
Después de la guerra, Hagelstam permaneció en la agencia sueca de servicio, se convirtió en 1810, en capitán de la marina y realizó una variedad de estudios marinos y otros trabajos cartográficos. Sobre la flota, en 1824, fue ascendido a coronel y se le colocó como persona del Estado de abstinencia.
Después de convertirse en caballero en 1818, participó en las elecciones para el parlamento, y fue en 1828, 1834 y 1840, un miembro de la statsutskottet. Era bastante activo en la agencia sueca de defensa marina y quería introducir una flota de defensa especial. Él fue, por una propuesta en 1818, el iniciador del canal de Väddö  en Roslagen. Incluso fue un escritor de noticias, y uno de ellas, el brännvinsmissbruket, donde se realizaron más de 45 000 copias. El brännvinsskatten y el husbehovsbränningen fueron prohibidos en 1860. 
Hagelstam estaba casado con Eva Fredrika Burenstam (1791-1877), por lo que heredó el castillo de Stjernsunds en Askersunds , que en 1823 se la vendió al rey Carlos XIV Johan. Él era también el propietario de Lissma gård en Huddinge de la parroquia, entre 1823 y 1845. En 1870 Hagelstams se encontró muerto, lo que acabó con la dinastía que heredaba de hombre en hombre. 

## Las obras en la selección
- Mapa de la skärgårdskrigsteatern (1814)
- Mapa de Noruega (1815)
- Situationskarta más de Christiania (1816)
- Mapa de Suecia (1817-18)
- Mapa de Suecia y Noruega (1820, en tres ediciones)
- Mapa de Helsinki (1836)
- Krigskarta para la posteridad sjöförsvarare (1852)